# Небесна історія
«Небесна історія» — радянський мультиплікаційний фільм антирелігійної спрямованості, знятий на студії «Союзмультфільм» у 1962 році. Режисерський дебют Юрія Приткова. Мультфільм зображує в карикатурному вигляді християнські релігійні уявлення, протиставляючи їм досягнення радянської авіації і космонавтики.

## Сюжет
Бог і ангели спокійно живуть на небесах. Але у людей починається авіаційна ера і одного разу божий спокій порушує літак (нагадує Блеріо XI). Бог, обурюючись, здуває літак і сміється над недосконалими людьми.
Однак, поки бог спить, час та науково-технічний прогрес не стоїть на місці. Авіація вдосконалюється: повз бога і ангелів пролітає спочатку ескадрилья радянських винищувачів І-16, потім — реактивні винищувачі МіГ-21, пасажирський Ту-104. Зупинити цю «чортівню» ні Богові, ні ангелам не вдається. Бог звертається за допомогою до Іллі-пророка і вимагає «припинити це неподобство». Ілля-пророк намагається зупинити польоти, створивши сильну грозу та блискавки, проте з'являється Ту-114 і колісниця Іллі-пророка від зіткнення з ним, руйнується.
Бог з ангелами рятуються на хмарі далі від Землі. Коли Бог виявляється в невагомості космосу, він вирішує, що настав кінець світу. Але молодий ангел рятує ситуацію, підказуючи Богу, що це — всього лише космос. Заспокоївшись, він вирішує, що він досяг недоступно смертельної висоти. Раптом один з ангелів починає майструвати і гратись моделлю літака. У відповідь на загрозу Бога «скинути бунтівника», «за особистим бажанням» знімає з себе крила і спускається на парашуті на Землю «вчитися на льотчика», по дорозі награючи на трубі мелодію «Марш авіаторів».

Деякий час Бог з ангелами насолоджуються космічним спокоєм. Згодом повз них пролітає спочатку перший радянський штучний супутник Землі, потім на них гавкає собака з іншого космічного апарата, і, нарешті, з'являються два радянські кораблі Восток-1 і Восток-2 з космонавтами, співаючими пісню:
Космическим орлам ни бог, ни чёрт не страшен —

В заоблачный простор уносится «Восток».

Земля открыта нам и небо тоже наше!

Сойдите, боги, прочь с космических дорог!
Слідом проносяться радянські кораблі Восток-3 і Восток-4, змітаючи Бога з ангелами, які тікають і врешті-решт виявляються витісненими на аркуш паперу і лише намальованими персонажами. Здивовано запитують: «А куди ж мені подітися?» — Бог зникає разом з ангелами.

## Творці
| режисери                  | Юрій Притков, Вітольд Бордзиловський |
| автор сценарію            | Євген Агранович |
| художники-постановники    | Юрій Притков, Вітольд Бордзиловський |
| художники-мультиплікатори | Анатолій Абаренов, Володимир Балашов, Наталія Богомолова Олександр Давидов, Іван. Давидов, Володимир Зарубін Єлизавета Комова, Антоніна Коровіна, Юрій Кузюрін, Ольга Столбова, Борис Чані, Ніна Чернова |
| художник-декоратор        | Віра Валерьянова |
| оператор                  | Катерина Різо |
| композитор                | Микита Богословський |
| звукооператор             | Микола Прилуцький |
| асистенти                 | А. Бєляков, Є. Беляковська, Н. Палаткіна, Є. Шилова |
| редактор                  | Аркадій Снесарев |
| ролі озвучили             | Володимир Лепко, Є. Глазнева |

## Музичне оформлення
У мультфільмі кілька разів звучить мелодія пісні «Авиамарш» («Мы рождены, чтоб сказку сделать былью…»). Музична тема Іллі-пророка — «Ехал на ярмарку ухарь-купец».